# Kaiparowits Plateau
Koordinaten: 37° 30′ 0″ N, 111° 40′ 0″ W
Das Kaiparowits Plateau ist eine Hochebene im Garfield County und im Kane County im Süden des Bundesstaates Utah. Gemeinsam mit der Grand Staircase und den Canyons of the Escalante bildet es das Grand Staircase Escalante Nationalmonument, der als Fiftymile Mountain bekannte südöstliche Teil reicht bis nahe an den hier zum Lake Powell aufgestauten Colorado River und damit in die Glen Canyon National Recreation Area.

## Geographie
Die nahezu dreieckige Hochfläche erreicht eine Ost-West-Ausdehnung von nahezu 80 Kilometer und reicht von der Grenze nach Arizona am Lake Powell bis nahe der Stadt Escalante. Die nordöstliche und die westliche Begrenzung wird von den Steilhängen der Straight Cliffs und den Tälern des Cottonwood Canyon und des Paria River entlang des als Cockscomb bezeichneten Abschnitts der East Kaibab Monocline definiert, im Nordwesten setzt es sich am Nordufer des Escalante River im Aquarius Plateau fort. Der Südteil der Hochfläche, welcher sich bis zu 1.200 Meter über dem Lake Powell erhebt, ist von nach Süden in Richtung des Colorado River abfließenden, meist nur periodisch wasserführenden Tälern zerfurcht.

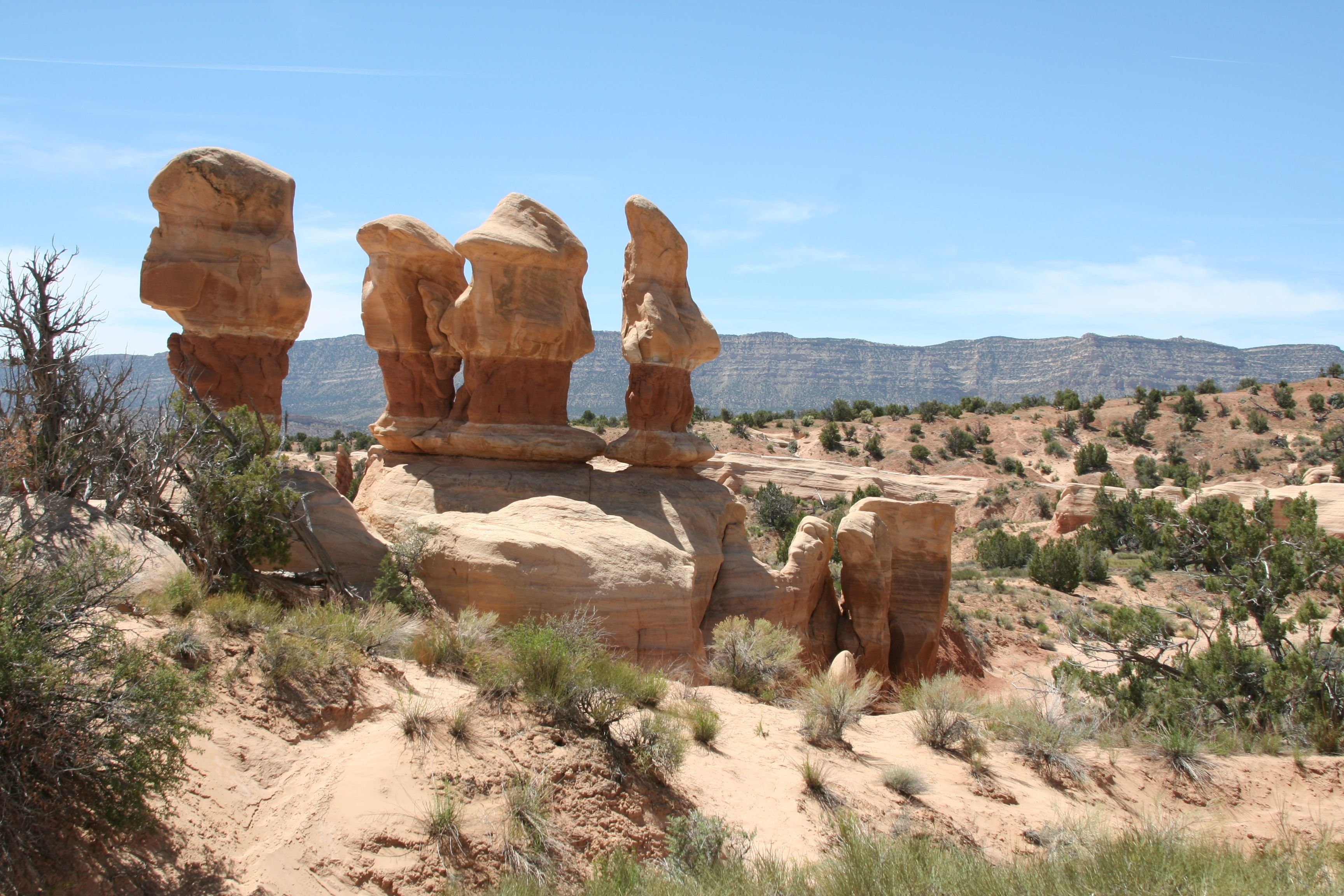
Blick vom Devils Garden auf die Straight Cliffs

Das rund 4.200 Quadratkilometer umfassende Kaiparowits-Plateau fällt in Nord-Süd-Richtung ab, trockene Flussläufe und geologische Störungen unterteilen es in geomorphologisch verschiedene Teile:
- Fiftymile Mountain mit den Straight Cliffs und den vorgelagerten Fiftymile Bench, Navajo Bench, Billie Flat Top, Grand Bench und Mudholes Point
- East of the Navajos
- Burning Hills
- Window Sash Bench
- Dry Bench
- Smoky Mountain
- Fourmile Bench mit Nipple Bench, Jack Riggs Bench, Brigham Plains, Horse Flat und Dog Flat
- Death Ridge

Markante Erhebungen der Hochfläche sind der Canaan Peak (nahe Escalante – 2.814 Meter), die Cougar Knoll (Südteil der Fiftymile Bench – 2.318 Meter) und der Smoky Mountain (nahe der BLM-Road 300 - 1.756 Meter).

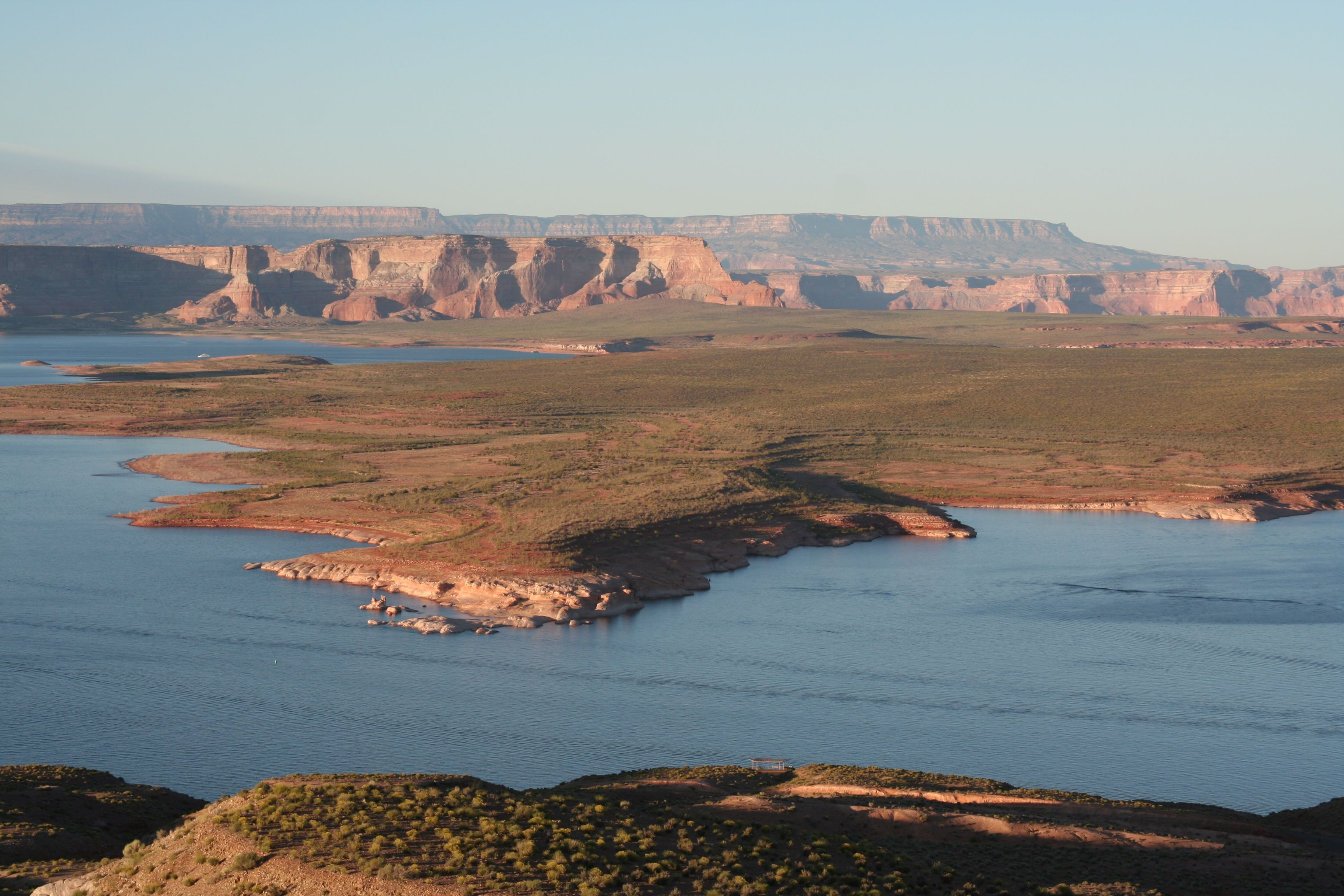
Blick über den Lake Powell auf die Grand Bench und die Fiftymile Bench

Alle Wasserläufe im Gebiet des Kaiparowits-Plateau besitzen periodischen Charakter, einige Quellen und Wasserlöcher führen aber permanent Wasser. Mit Ausnahme des Collet Canyon und seiner Quellflüsse, welche die Straight Cliffs durchbrechen und nach Nordosten abfließen, führen alle übrigen Täler in Nord-Süd-Richtung, von Osten nach Westen fließen
- Twighlight Creek
- Dry Rock Creek
- Mid Rock Creek
- Rock Creek
- Little Valley Creek mit Blackburn Creek
- Croton Canyon mit Rogers Canyon und Navajo Canyon
- Last Chance Creek mit Reese Canyon und Dry Wash
- Warm Creek mit John Henry Canyon
- Wahweap Creek mit Tommy Smith Creek und Coyote Creek

in den Lake Powell.

## Geologie
Die erdgeschichtliche Entwicklung im Bereich des Kaiparowits-Plateau lässt sich bis in die Kreidezeit zurückverfolgen; die nur stellenweise sichtbaren Gesteine der Dakota Formation und der Tropic Shale Formation deuten auf das Vorhandensein eines Flachmeeres zu Beginn der späteren Kreidezeit hin. Erosion von den westlich gelegenen, im Rahmen der Sevier-Gebirgsbildung entstehenden Gebirgszügen ließ im Bereich der heutigen Straight Cliffs eine durch Sanddünen gekennzeichnete Küstenlandschaft am Western Interior Seaway entstehen, deren Hinterland durch ausgedehnte Sümpfe gekennzeichnet war. Die Ablagerungen aus Sandstein bilden heute die Straight Cliffs Formation, Zeuge der Sumpflandschaft sind die abbauwürdigen Vorkommen von Steinkohle auf dem Gebiet der Hochebene.
Zum Ende der Kreidezeit kam es zur Ablagerung weiterer Sedimente; die heute als Wahweap Formation und Kaiparowits Formation bekannten Gesteinsschichten deuten in ihrer Zusammensetzung aus klastischen Sedimenten – hauptsächlich Sandstein, Kalkstein und Tonschiefer – auf das Vorhandensein breiter Flussauen im Bereich des Kaiparowits Plateau hin.
Während die Gesteine der Straight Cliffs Formation, der Wahweap Formation und der Kaiparowits Formation heute das Landschaftsbild prägen, haben sich nur vereinzelt Überreste späterer Ablagerungen erhalten
| Formation                 | Erdzeitalter            | Stärke (in Meter) | Beschreibung | Sedimentherkunft                                               |
| ------------------------- | ----------------------- | ----------------- | --- | -------------------------------------------------------------- |
| Osiris Tuff               | Miozän                  | 0 – 200           | graue, violett-graue oder rotbraune Tuffe | vulkanisch                                                     |
| Wasatch Formation         | Paläozän bis Eozän      | 400 – 500         | Variegated Sandstone Member: rötlicher, pinkfarbener oder violettgrauer, fein- bis grobkörniger Sandstein, Tonstein und in geringerem Maße Konglomerate White Limestone Member: weißer bis hellgrauer, kristalliner Kalkstein und vereinzelte Konglomerate Pink Limestone Member: weißer, grauer, bräunlicher, pinkfarbener oder rötlicher feinkörniger Kalkstein, geringe Beimengungen von Sandstein, Tonstein und Konglomeraten | fluviatil lakustrisch fluviatil                                |
| Pine Hollow Formation     | Paläozän                | 0 – 150           | lila, rötliche und graue Mischung aus Tonstein und Kalkstein, im unteren Bereich grobkörniger Sandstein | fluviatil / lakustrisch                                        |
| Canaan Peak Formation     | Oberkreide bis Paläozän | 0 – 300           | graues, bräunliches und braunes Konglomerat und konglomeratischer Sandstein mit kleineren Anteilen von grauem und rotem Tonstein | fluviatil                                                      |
| Kaiparowits Formation     | Oberkreide              | 200 - 1.000       | grünlich- und bläulich-grauer, feinkörniger bis schluffiger Sandstein mit untergeordneten Lagern von Tonstein und Kalkstein | fluviatil                                                      |
| Wahweap Formation         | Oberkreide              | 300 – 800         | hellgrauer bis braun-orangefarbener Sandstein mittlerer bis feiner Körnung mit Einlagerungen grauen Tonsteins und Schiefers | fluviatil                                                      |
| Straight Cliffs Formation | Oberkreide              | 300 – 600         | Drip Tank Member: hellgrauer, mittel- bis grobkörniger Sandstein mit Beimischungen von Sandsteinkonglomerat und Tonstein John Henry Member: hellgrauer bis brauner Sandstein feiner bis mittlerer Körnung, in geringerem Umfang grobkörniger Sandstein, Sandsteinkonglomerat sowie oliv-grauer, brauner und schwarzer Tonstein, Kohle Smoky Hollow Member: deutliche Trennung zwischen hellgrauem Sandstein mittlerer bis grober Körnung im oberen Bereich und feinkörnigem Sandstein mit Beimengungen von Tonstein und Kohle Tibbot Canyon Member: gelblich-grauer bis orange-grauer Sandstein feiner bis mittlerer Körnung mit Beimengungen von Schluffstein und Tonstein | fluviatil marin / paludal / alluvial fluviatil / paludal marin |
| Tropic Shale Formation    | Oberkreide              | 200 – 300         | grauer Schiefer mit dünnen Schichten von Schluff und Sandstein | marin                                                          |
| Dakota Formation          | Oberkreide              | 5 – 80            | Upper Member: hellbrauner feinkörniger Sandstein mit Einbettungen grauen Tonsteins Middle Member: grauer bis brauner feinkörniger Sandstein mit Schichten gelbgrünem Tonstein und von Kohle Lower Member: graues bis braunes Konglomerat und Sandstein grober bis mittlerer Körnung mit kohlehaltigem Tonstein | marin paludal / fluviatil fluviatil                            |

## Paläontologie
Das Kaiparowits-Plateau gilt als bedeutsame Fundstätte von Fossilien der Spätkreide, welche insbesondere für das Verständnis der Evolution der Dinosaurier und der frühen Säugetiere bedeutsam ist. Die qualitativ hochwertigen Funde besitzen ein Alter von 70 bis 82 Millionen Jahren, erhalten haben sich neben Knochen und Zähnen auch Überreste der Eier und Fußspuren. Erst nach 1982 begannen intensivere Grabungen, 1998 fand man in der Wahaweap Formation den Schädel eines Ceratopsiden, in der Kaiparowits-Formation fand sich das Skelett eines Struthiomimus. Im Jahr 2007 wurde der Fund einer neuen Art eines Hadrosaurus (Gryposaurus monumentensis) mitgeteilt.

## Flora und Fauna
In scheinbar krassem Gegensatz zu der für die Oberkreide und das Paläozän nachgewiesenen Artenvielfalt stellt sich auf den ersten Blick das Erscheinungsbild der heutigen Flora und Fauna dar, neben den vegetationsarmen Steilhängen und Klippen stellt sich das Hochplateau weitestgehend als mit Utah-Wacholder (Juniperus osteosperma) und Wüsten-Beifuß (Artemisia tridentata) bestandenes Gebiet dar, nur vereinzelt zeigen sich dichtere Bestände der Colorado-Pinyon-Kiefer (Pinus edulis). Von großer wirtschaftlicher Bedeutung sind dagegen die verschiedenen weniger auffällige Arten, wie Süßgräser – beispielsweise verschiedene Federgräser, Schwarzes Grama (Bouteloua eriopoda) und Indianisches Reisgras (Oryzopsis hymenoides), einige Arten kleiner Korbblütler (beispielsweise Vanclevea stylosa) und Rosengewächse (Gattungen Amelanchier, Shepherdia und Coleogyne) sowie sonstige Blütenpflanzen, wie Meerträubel (Ephedra cutleri, Ephedra aspera, Ephedra nevadensis), Melden (Atriplex corrugata, Atriplex confertifolia) und weitere Fuchsschwanzgewächse (beispielsweise Grayia spinosa). Einzelne Gebiete stellen sich als fast vollkommen vegetationslos dar, da durch teilweise noch andauernde Brände unterirdischer Kohlevorkommen das Oberflächengestein zu lebensfeindlichen Schlacken verbacken wurde.
Für das Gebiet des als Kaiparowits-Basin bezeichneten Naturraums, welcher allerdings auch das Tal des Colorado River, den Navajo Mountain, die Grand-Staircase und einige umliegende Hochflächen umfasst, wurden in einer Feldstudie der Brigham Young University 1978 851 Pflanzenarten in 80 Familien nachgewiesen.
Als problematisch hat sich unterdessen das Vordringen der vor etwa 80 Jahren durch das Civilian Conservation Corps in den Südwesten der USA eingeführten Tamarisken erwiesen. Die Bekämpfung der als invasive Art betrachteten Sträucher hat unterdessen begonnen.
Eine weitere Studie der Brigham Young University enthält zwischen 1971 und 1973 durchgeführte Untersuchungen zu den terrestrischen Wirbeltieren des Kaiparowits Basin. Diese zählt
- 7 Arten von Amphibien
- 29 Arten von Reptilien
- 183 Arten von Vögeln
- 74 Arten von Säugetieren

im Untersuchungsgebiet auf.
Lurche, insbesondere die Rotpunktkröte (Bufo punctatus) und der Nördliche Leopardfrosch (Rana pipiens brachycephala) kommen nur vereinzelt in den südlichen Canyons vor, da sie an permanente Wasserquellen gebunden sind.
Die Reptilien sind durch ihre Anpassung an das aride Klima mit wesentlich mehr Arten vertreten, verbreitet sind Halsbandleguan (Crotaphytus collaris), Langnasiger Leopardenleguan (Gambelia wislezenii), Upper Colorado River Chuckwalla (Sauromalus obesus multiforaminatus), Wüsten-Stachelechse (Sceloporus magister cephaloflacus), Utah-Nachtechse (Xantusia vigilis utahensis), Westliche Rennechse (Cnemidophorus tigris sepentrionalis), Gestreifte Wüstenpeitschennatter (Masticophis taeniatus taeniatus), Kalifornische Kettennatter (Lampropeltis getula californiae) und Hopi-Klapperschlange (Crotalus viridis nuntius).
Einigen Arten von Greifvögeln dient das Kaiparowits-Plateau zur Aufzucht ihrer Jungen, nachgewiesen sind Aufzuchten von Rundschwanz- (Accipiter cooperii) und Eckschwanzsperber (Accipiter striatus velox), Kaninchenkauz (Athene cunicularia hypugaea), Truthahngeier (Cathares aura teter), Rotschwanzbussard (Buteo jamaicensis calurus), Steinadler (Aquila chrysaetos canadensis), Kornweihe (Circus cyaneus hudsonius), Präriefalke (Falco mexicanus) und Wanderfalke (Falco peregrinus anatum). Unter den übrigen Vogelarten sind die Carolinataube (Zenaida macroura), die Winternachtschwalbe (Phalaenoptilus nuttallii nuttallii), Kieferntangare (Piranga ludoviciana), Grünschwanz-Grundammer (Pipilo chlororus), Rötelgrundammer (Pipilo erythrophthalmus montanus), Schwarzkehlammer (Amphispiza bilineata deserticola), Sängervireo (Vireo gilvus), Rubinfleck-Waldsänger (Vermivora virginiae), Goldwaldsänger (Dendroica petechia morcomi), Trauerwaldsänger (Dendroica nigrescens), Townsend-Waldsänger (Dendroica townsendi), Star (Sturnus vulgaris vulgaris), Blaumückenfänger (Polioptila caerulea amoenissima), Spottdrossel (Mimus polyglottos leucopterus), Wanderdrossel (Turdus migratorius propinquus), Kanadakleiber (Sitta canadensis), Felsenzaunkönig (Salpinctes obsoletus obsoletus), Schlichtmeise (Parus inornatus ridgwayi oder Baeolophus inornatus), Buschmeise (Psaltriparus minimus), Gebirgsmeise (Parus gambeli oder Poecile gambeli), Schwarzkopfmeise (Parus atricapillus garrinus oder Poecile atricapillus), Nacktschnabelhäher (Gymnorhinus cyanocephalus), Zimtbauch-Phoebetyrann (Sayornis saya saya), Buschland-Schnäppertyrann (Empidonax oberholseri), Cassinkönigstyrann (Tyrannus vociferans vociferans), Schwarzkinnkolibri (Archilochus alexandri), Breitschwanzkolibri (Selasphorus platycercus) und Weißbrustsegler (Aeronautes saxatalis saxatalis) häufiger anzutreffen.
Nur wenige Säugetierarten lassen sich für das Kaiparowits-Plateau nachweisen, hierzu zählen Silberhaarfledermaus (Lasionycteris noctivagans), Westliche Zwergfledermaus (Pipistrellus hesperus hesperus), Schneeschuhhase (Lepus amerianicus bairdi), Westliches Weißschwanz-Antilopenziesel (Ammospermophilus leucurus escalante), Kleine Taschenmaus (Perognathus longimembris arizonensis), Arizona-Taschenmaus (Perognathus amplus), Ord-Kängururatte (Dipodomys ordii cupidineus), Canyonmaus (Peromyscus crinitus stephensi), Wüsten-Buschratte (Neotoma lepida), Kojote (Canis latrans estor), Rotluchs (Lynx rufus baileyi), Westlicher Fleckenskunk (Spilogale gracilis) und Maultierhirsch (Odocoileus hemionus).
Gabelbock (Antilocapra americana) und Dickhornschaf (Ovus canadensis nelsonii) waren bis zum Beginn des 20. Jahrhunderts weit verbreitet, durch die Jagd wurden beide Arten ausgerottet. 1971 begann ein Programm zur Wiederansiedelung der Gabelböcke, 1976 wurden letztmals Tiere nahe der East Clark Bench gesichtet. Weitere Versuche der Wiederansiedelung fanden in den Jahren seit 1999 statt.
Von mehr als 500 zwischen 1979 und 1999 in verschiedenen Wüstengebieten des Südwestens der USA gefangenen Dickhornschafen wurden einige auf dem Kaiparowits-Plateau ausgesetzt, des Weiteren ist die Hochebene Teil der Strecke der jährlichen Wanderung anderer neu angesiedelter Populationen zwischen dem Bryce Canyon Nationalpark und dem Capitol Reef Nationalpark.

## Geschichte
Die besondere historische Bedeutung des Kaiparowits-Plateau besteht in der Tatsache, dass hier Funde gemacht wurden, welche eine Vermischung von Fremont- und Anasazi-Kultur darstellen. Die überwiegende Anzahl archäologischer Fundstätten besteht aus einfachen Gebäuden, ringförmigen Steinstrukturen und einzelnen Petroglyphen.
Drei von Clyde Kluckhohn geleitete Expeditionen in den Jahren 1927 bis 1929 entdeckten einige Ruinen der Anasazi-Kultur, welche hauptsächlich als Kornspeicher dienten, sowie einige Petroglyphen. Erst seit Mitte des 20. Jahrhunderts begann eine wissenschaftliche Erforschung, wobei paläontologische Untersuchungen nach wie vor von größerer Bedeutung sind.
Durch die Isolation des Gebiets entstanden keine dauerhaften Siedlungen, der extensiven Landwirtschaft, die sich hier ausschließlich in Form von Weidewirtschaft zeigt, dienten die wenigen historischen Überreste der Neuzeit. Nahe Big Sage Junction finden sich noch heute Überreste einer temporären Ansiedlung mit Wohnhäusern, Ställen und Trailern, daneben gibt es einige einzelne Cabins – beispielsweise nahe dem Cougar Knoll – und einzelne Dämme zum Auffangen des Regenwassers.
Im Jahr 1965 kamen Pläne auf, die hier vermuteten rund 4 Milliarden Tonnen Kohle durch ein hier zu errichtendes Kraftwerk der Southern California Edison Company zu verstromen, um die Versorgung von Los Angeles, San Diego und Phoenix mit Elektrizität an die wachsenden Anforderungen sicherstellen zu können. Dieser Plan stieß nicht nur bei Umweltgruppen auf Widerstand und wurde 1975 auch aufgrund gestiegener Kosten verworfen. Im Jahr 1996 wurde das Kaiparowits Plateau als Teil des Grand-Staircase Escalante Nationalmonument durch Bill Clinton unter den Schutz des Bureau of Land Management gestellt. Im Jahr 2017 verkleinerte die Regierung Donald Trump die geschützte Fläche deutlich.

## Zugang
Bis zur Fertigstellung des Glen Canyon Dam galt das Kaiparowits-Plateau als eines der abgelegensten Gebiete der Continental United States, aber auch heute ist es der am wenigsten besuchte Teil des Nationalmonuments. Die wichtigste Straßenverbindung ist die vom Bureau of Land Management verwaltete Smoky Mountain Road (in manchen Quellen auch Smokey Mountain Road oder BLM-Road 300 / NPS-Road 230), welche auf einer Strecke von 125 Kilometer (78 Meilen) Escalante an der Utah State Route 12 mit Big Water am U.S. Highway 89 miteinander verbindet. Von dieser nur mit Hilfe von vierradgetriebenen Fahrzeugen bei gutem Wetter befahrbarer Strecke zweigen einige Nebenstrecken ab, welche Teile des Kaiparowits Plateau zugänglich machen, weite Teile sind aber auch heute noch nicht erschlossen.